# أرفيد ثورن
أرفيد ثورن (بالسويدية: Arvid Thörn)‏ لاعب كرة قدم سويدي راحل كان يجيد اللعب في خط الهجوم.
لعب طوال مسيرته الرياضية في نادي غرانغيسبيرغ.
شارك مع منتخب السويد في بطولة كأس العالم 1934 في إيطاليا حيث خرج من الدور الربع النهائي.

## وصلات خارجية
- أرفيد ثورن على موقع الاتحاد الدولي (مؤرشف)  (الإنجليزية)
- أرفيد ثورن على موقع ناشيونال فوتبول تيمز (الإنجليزية)
- أرفيد ثورن على موقع عالم كرة القدم.نت (الإنجليزية)
- هذا سيرة ذاتية